# Данијеле Масаро
Данијеле Масаро (23. мај 1961) бивши је италијански фудбалер.

## Каријера
Током каријере је играо за Фјорентина, Милан, Рома и многе друге клубове.

## Репрезентација
За репрезентацију Италије дебитовао је 1982. године. Наступао је на два Светска првенства (1982. и 1994) с италијанском селекцијом. За тај тим је одиграо 15 утакмица и постигао 1 гол.

## Статистика
| Италија | Италија | Италија |
| Година  | Наступи | Голови  |
| ------- | ------- | ------- |
| 1982.   | 1       | 0       |
| 1983.   | 0       | 0       |
| 1984.   | 3       | 0       |
| 1985.   | 1       | 0       |
| 1986.   | 1       | 0       |
| 1987.   | 0       | 0       |
| 1988.   | 0       | 0       |
| 1989.   | 0       | 0       |
| 1990.   | 0       | 0       |
| 1991.   | 0       | 0       |
| 1992.   | 0       | 0       |
| 1993.   | 0       | 0       |
| 1994.   | 9       | 1       |
| Укупно  | 15      | 1       |